# Sun City (Arizona)
Pour les articles homonymes, voir Sun City.
Sun City (littéralement « La ville du soleil ») est une ville américaine qui comptait 37 499 habitants en 2010, située dans l'État de l'Arizona créée dans les années 1960 par Delbert E. Webb (Del Webb community), située à proximité de la ville de Phoenix. Elle est réservée aux retraités, la moyenne d'âge est de 75 ans et on n'y trouve ni enfants, ni école.
C'est une unincorporated area, c’est-à-dire qu'elle ne dépend d'aucune ville et est autogérée par ses habitants. Elle est également protégée de l'extérieur par une enceinte et un accès contrôlé. Il s'agit donc d'une résidence fermée.
Elle est également remarquable par son réseau de rues, formé principalement de quatre ensembles de cercles concentriques.

## Histoire

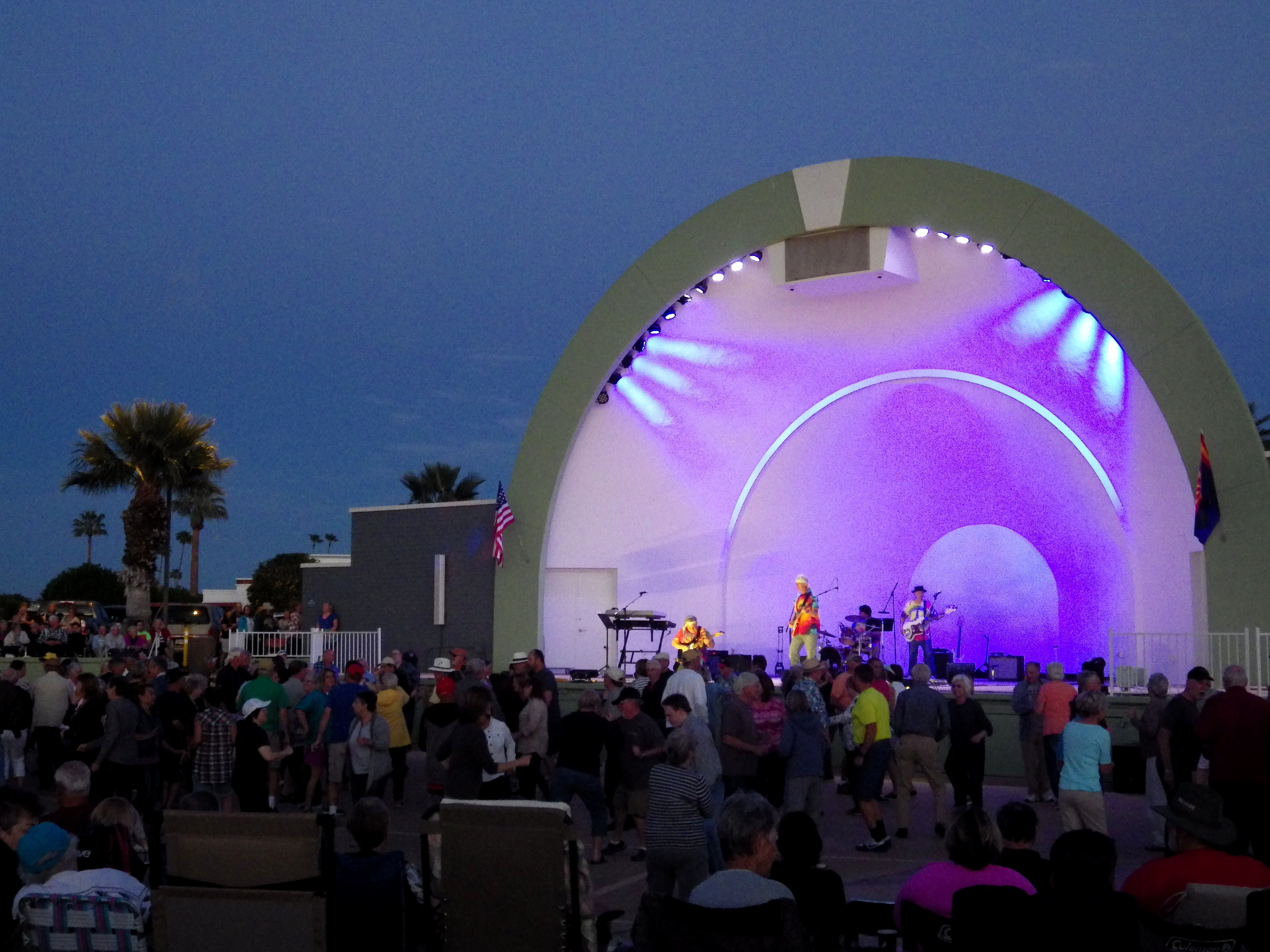
Concert.
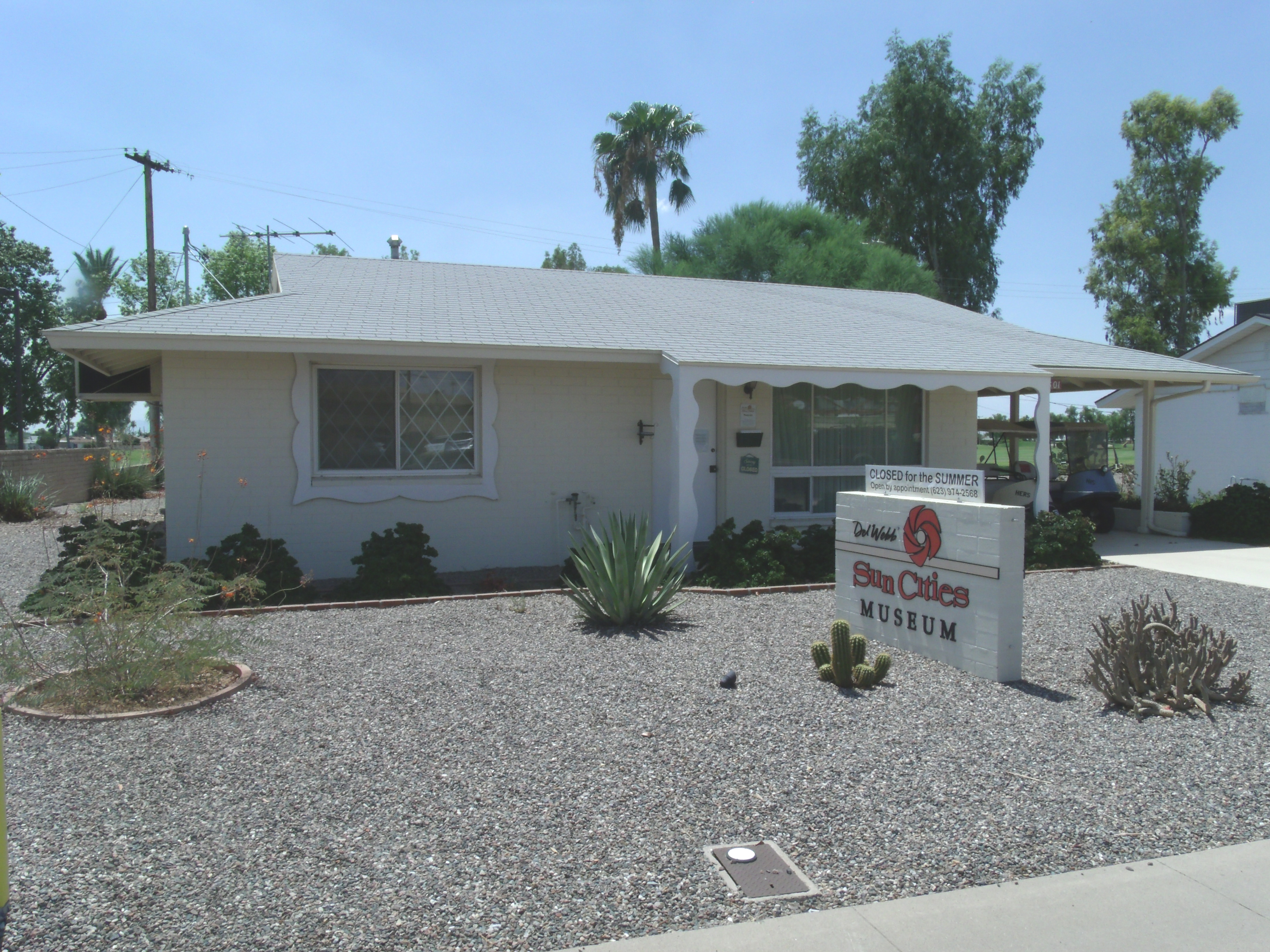
Musée de Sun City.
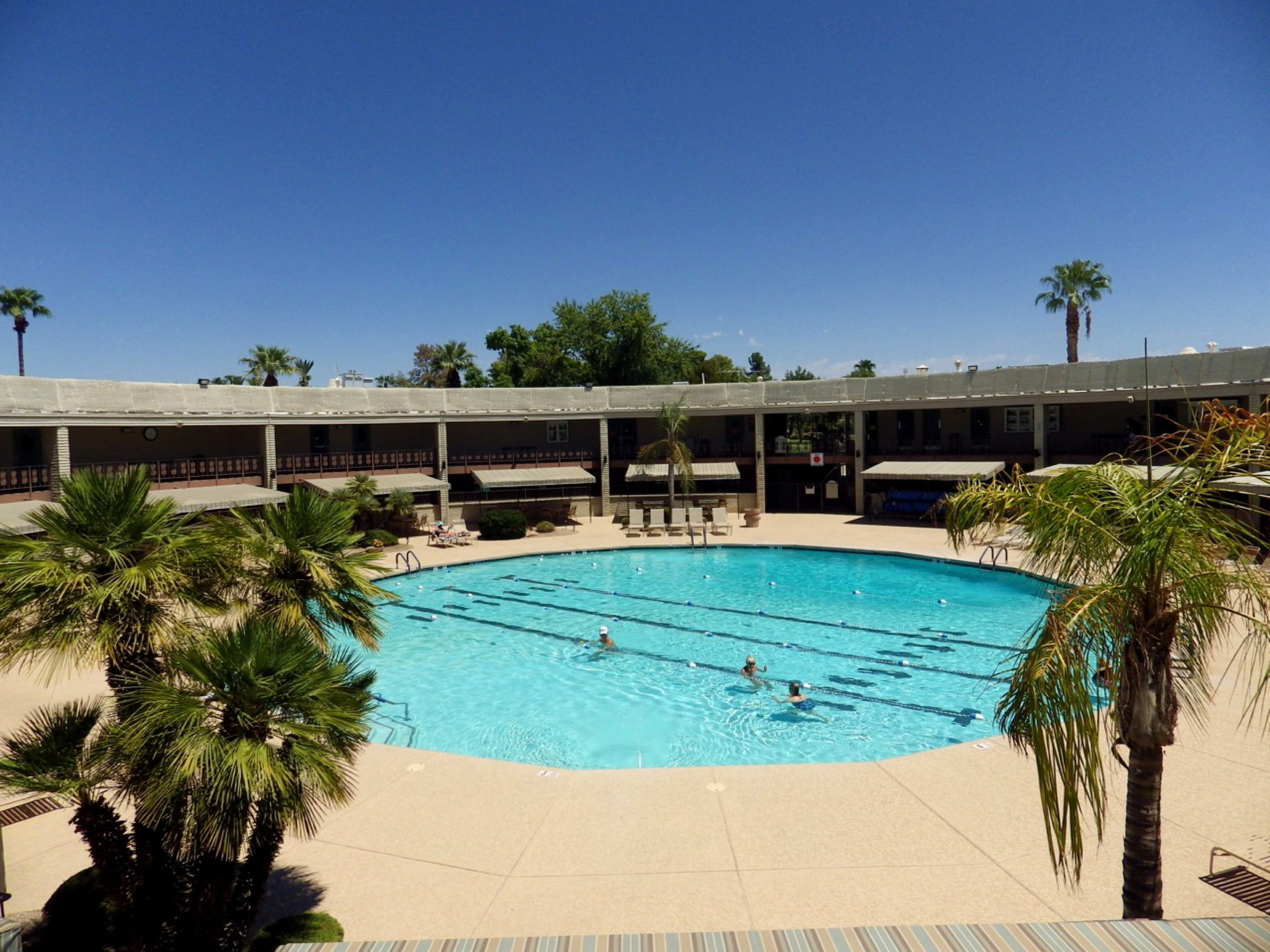
Piscine.
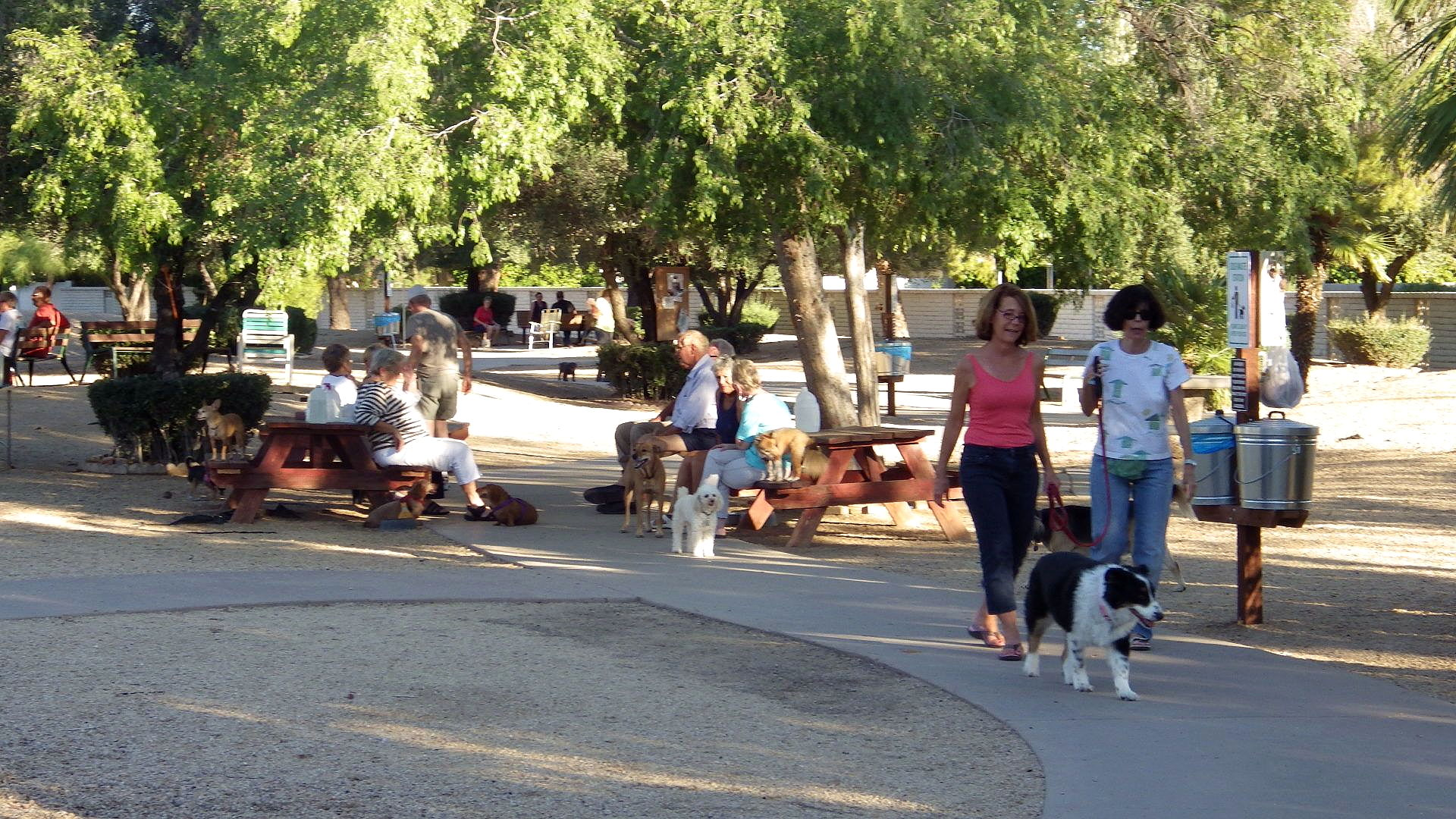
Parc.
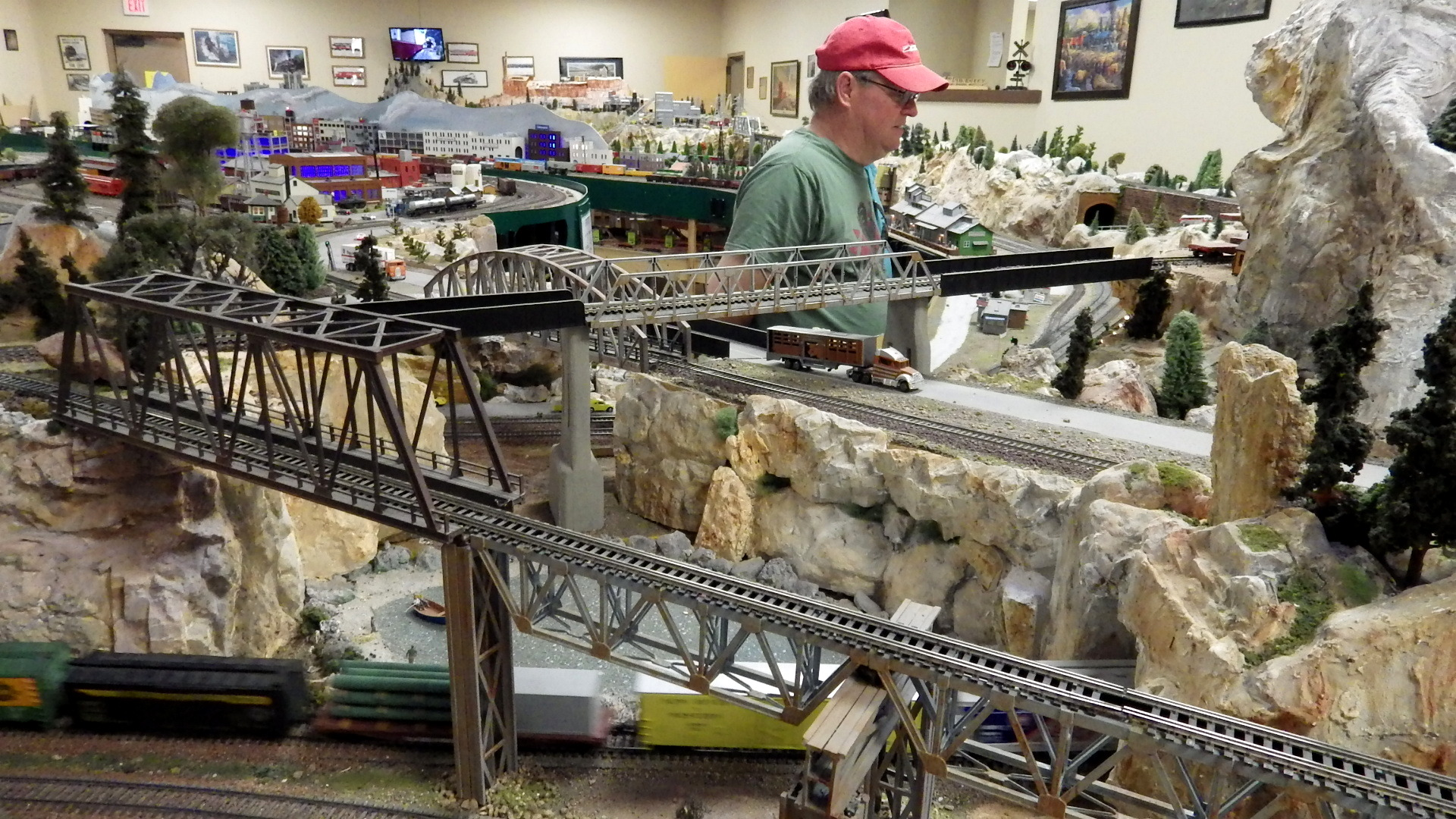
Club de trains miniatures.
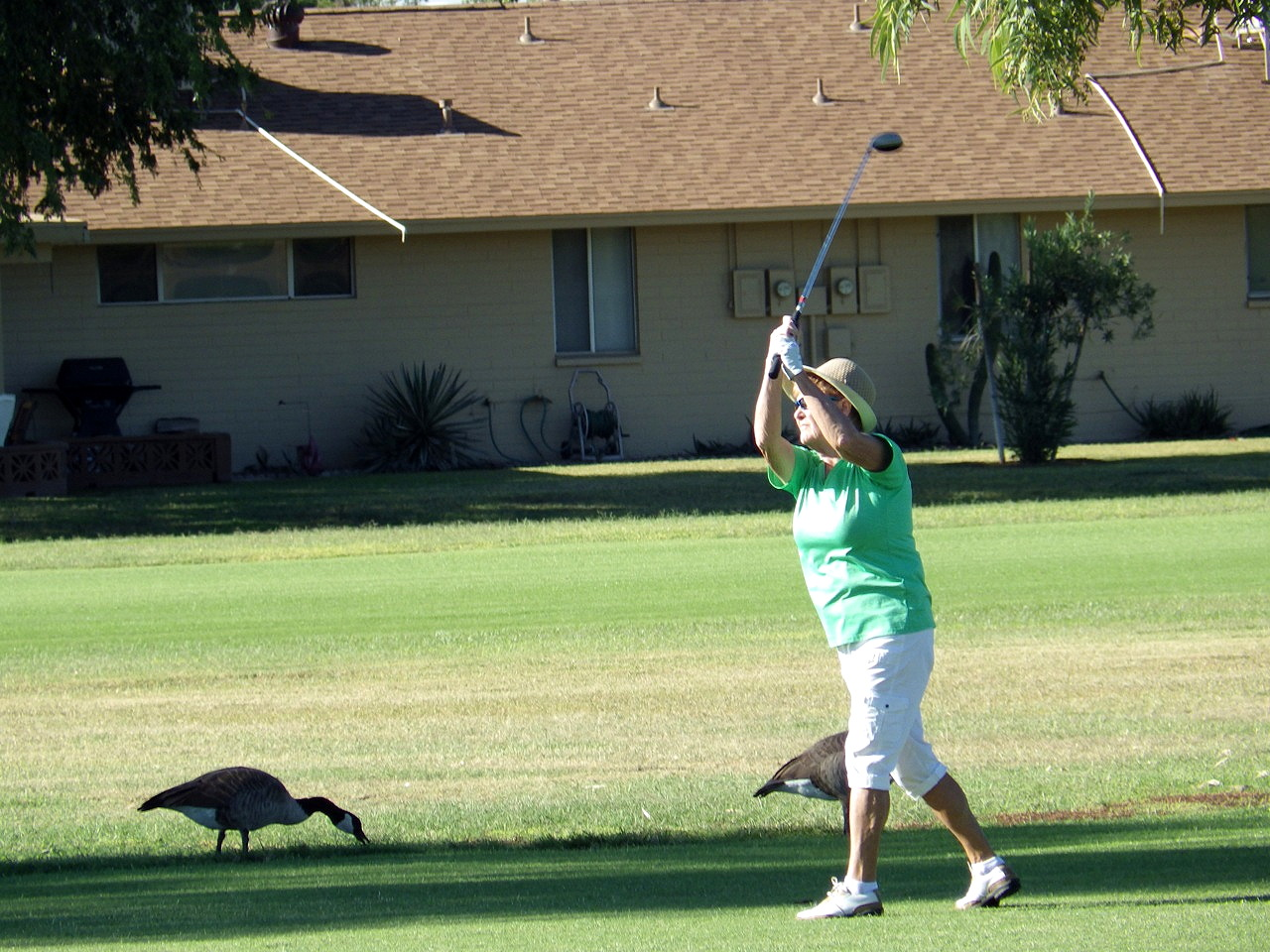
Golf.

## Démographie
| 1970   | 1980   | 1990   | 2000   | 2010   | - |
| ------ | ------ | ------ | ------ | ------ | - |
| 13 670 | 40 505 | 38 126 | 38 309 | 37 499 | - |